# Mónica Astorga Cremona
Pour les articles homonymes, voir Astorga (homonymie) et Cremona.
Astorga Cremona, en religion sœur Mónica Astorga Cremona, née le 3 décembre 1967 à Buenos Aires, en Argentine, est une ancienne religieuse carmélite déchaussée et mère supérieure du couvent carmélite Santa Cruz y San José de Neuquén. Depuis 2005, elle s'est fait connaître pour son combat afin d'offrir un foyer aux personnes transgenres, et mieux les inclure dans l'Église catholique, ce qui lui donne le surnom de « Nonne des trans ». En 2022, suite aux pressions et hostilités au sein de l’Église, elle quitte les ordres religieux.

## Biographie

### Débuts en religion et premiers engagements
Astorga Cremona naît le 3 décembre 1967 à Buenos Aires, en Argentine. Elle entre en religion à vingt ans dans l'ordre des carmélites et est amenée à travailler et à aider les personnes vulnérables (détenus, toxicomanes et prostituées). 
En 2006, la religieuse rencontre une femme trans venue prier la Vierge de Lourdes, dont elle sentait la protection, au monastère Santa Cruz y San José de Neuquén. Sœur Monica connaissait et avait des amis gays et lesbiennes, mais n'avait jamais rencontré de personne trans. Cette femme, âgée de quarante ans, expulsée de chez elle à treize ans par sa mère, survit en se prostituant. Comme beaucoup de femmes trans de cette génération en Argentine, elle ne peut exercer un autre métier à cause de la transphobie, l'exclusion sociale, le rejet familial et le harcèlement des forces de police envers les personnes trans. La religieuse est bouleversée et rencontre plusieurs autres femmes trans. L'une d'elles raconte que : « son rêve [est] d’avoir un lit propre pour y mourir parce que cette nuit-là, quand elle est partie sur la route, elle ne savait pas si elle reviendrait ou si elle finirait dans un lit d’hôpital, où « même les draps ne sont pas changés » ». Sœur Mónica Astorga décide alors d'accompagner les personnes transgenres, dont beaucoup vivent de la prostitution,.

### Foyers pour personnes transgenres
En 2010, avec l'aide d'autres religieux et volontaires, elle ouvre un centre d'accueil pour les femmes trans, la Casa Santa Teresita, où elles disposent d'un toit, de nourriture et peuvent se former. La gestion de la maison est confiée à partir de 2020 à des femmes trans accueillies plusieurs années auparavant.
Depuis 2020, sur l'initiative de sœur Mónica, un complexe immobilier accueille de façon permanente des personnes trans âgées de 40 à 70 ans en situation de pauvreté. Le complexe est construit en trois ans, sur un terrain du monastère carmélite, dans le quartier Confluencia de Neuquén, donné par le gouvernement provincial, qui finance le projet. Il s'agit du premier complexe immobilier destiné aux femmes trans et travestis du monde.
Au total, la construction coûte environ 27,6 millions de pesos, équivalent à 380 000 dollars de 2020. Aucun loyer n'est exigé, seulement de respecter les règles de cohabitation du lieu ; dans le cas contraire, au bout de trois avertissements, la personne est expulsée. Dans le cas d'un couple, la personne qui n'est pas transgenre devra quitter le foyer si son ou sa partenaire trans décède.

### Sortie de l’Église catholique
L'engagement de Mónica Astorga auprès des personnes trans lui vaut des hostilités au sein de l’Église catholique. En décembre 2020, l’évêque Fernando Croxatto visite son monastère, où elle est mère supérieure, et lui intime d'arrêter d'accompagner les personnes trans, estimant que cela n'entre pas dans son rôle et sa vocation contemplative. Elle quitte Neuquen plusieurs mois, tombe en dépression, et à son retour, le monastère est contraint de fermer. Mónica Astorga va ensuite dans le couvent de Córdoba pendant un an et demi. Mais face à l'hostilité suscitée par son engagement, elle demande en décembre 2022 à quitter les ordres religieux.  
En 2025, elle n'est plus religieuse, mais continue son aide auprès des femmes trans.

## Engagement

### Amitié et soutien du pape François
En 2009, alors qu'il est archevêque de Buenos Aires, le pape François soutient l'initiative de la carmélite déchaussée, quand il vient la visiter à Neuquén. 
En 2020, après l'inauguration du nouveau centre, il lui envoie : « Chère Mónica, Dieu qui n’est pas allé au séminaire et n’a pas étudié la théologie te récompensera abondamment. Je prie pour toi et pour tes filles. N’oublie pas de prier pour moi. Que Jésus vous bénisse et que la Sainte Vierge prenne soin de vous. Fraternellement, François ».
Pour Monica, le pape a été un de ses rares soutiens au sein de l’Église, alors qu’elle subit de nombreuses critiques et accusations de la part du clergé argentin.

### Accueil des personnes trans dans l’Église catholique
Sœur Mónica appelle les gens, notamment les dirigeants catholiques, à se défaire de leurs préjugés transphobes. Elle rejette l'idée, très ancrée dans l'Église catholique, que la transidentité trouve son origine dans une « idéologie du genre », résultat d'une ignorance car « les personnes transgenres existaient avant toute idéologie ». Sœur Mónica invite les personnes à rencontrer des personnes transgenres et à ne pas être dans le jugement. Elle estime également que de nombreuses personnes LGBT+ n'ont pas perdu la foi, mais au contraire ont été rejetées à la périphérie de l’Église catholique. Elle juge nécessaire une véritable inclusion des personnes queer au sein de l’Église.

### Dans la culture
- (es) María Laura Favarel, Hermana Mónica : en la periferia transexual, Freshbook, 2019, 120 p.